# 한국왕실정부대표이등박문조례단
한국왕실정부대표이등박문조례단(韓國王室政府代表伊藤博文弔禮團)은 이토 히로부미가 하얼빈에서 안중근에게 저격되었을 때 이토의 사망이 미칠 파장을 우려하여 조직된 대한제국 정부 차원의 위문조례단이다.
1909년 10월 26일에 이토가 사망하자 대한제국 순종은 메이지 천황에게 전보를 보내 위문하고 위문사절단 조직에 들어갔다. 순종은 시종원경 윤덕영을, 고종은 승녕부총관 조민희를, 내각은 총리대신 이완용을 위문사절로 지명했다. 이들과 함께 통감부 파견원과 한성부민회장 유길준 등이 함께 청나라의 다롄으로 파견되었다.
이토의 장례는 11월 4일에 도쿄에서 국장으로 거행되었다. 장례 절차에 대한 공식 발표와 함께 순종은 안중근을 "오(吾, 우리)의 흉수(凶獸, 흉한 짐승)"라고 지칭하면서 추도의 뜻을 전보로 보냈고, 곧바로 조문단을 구성해 장례식에 참여하도록 했다. 조례단 대표는 고종의 특사 박제빈, 순종의 칙사 민병석, 의민태자의 어머니인 순헌황귀비의 조문사 엄주익, 내각 대표 조중응 등으로 구성되었다. 이들은 수행원들과 함께 10월 30일에 서울을 떠나 장례식에 참석한 뒤 11월 7일에 돌아왔다.
대한제국 왕실과 정부는 조례단을 파견해 이토의 사망이 몰고올 국내외 정세 변화와, 일본에 머물고 있는 의민태자에게 미칠 영향을 알아내는 데 관심이 있었다. 총리대신인 이완용은 조중응에게 일본의 대한제국에 대한 정책을 탐문하도록 하기도 했다. 조례단 파견 외에도 이토의 사망을 애도하는 분위기가 조성되었다. 경건한 애도를 위해 서울에서는 엄숙한 분위기를 조성하도록 하고, 순종과 의친왕, 주임관 이상의 고위 관리들이 통감부를 방문해 위로했다. 일본에 유학 중이던 의민태자는 스승이 사망했을 때의 예에 따라 3개월 복제를 치렀다.

## 참고 자료
- 친일인명사전편찬위원회 (2004년 12월 27일). 《일제협력단체사전 - 국내 중앙편》. 서울: 민족문제연구소. 59-61쪽쪽. ISBN 8995330724.

이이이이ㅣ이이이이이이이이이이이